# Путевской, Гелий Александрович
Гелий (Геннадий) Александрович Путевской (род. 21 июля 1936, СССР) — советский футболист и тренер.
Начал профессиональную карьеру в команде ОДО Киев. Отыграв три сезона, перешёл в ЦСКА. Но не сыграв ни одной игры, оказался в том же году в Шахтёре Сталино. В следующем году переехал в Харьков, где играл за команду «Авангард», затем перешёл в другой харьковский клуб «Торпедо». С 1962 по 1964 года играл за команду «Авангард» Желтые Воды. В 1965 году закончил карьеру в клубе «Авангард» Керчь.